# Кречетниковский переулок
Кречетниковский переулок — переулок в центре Москвы, существовавший до 1964 года между Композиторской улицей и улицей Чайковского (ныне — Новинский бульвар). К началу переулка примыкала Собачья площадка.

## Происхождение названия

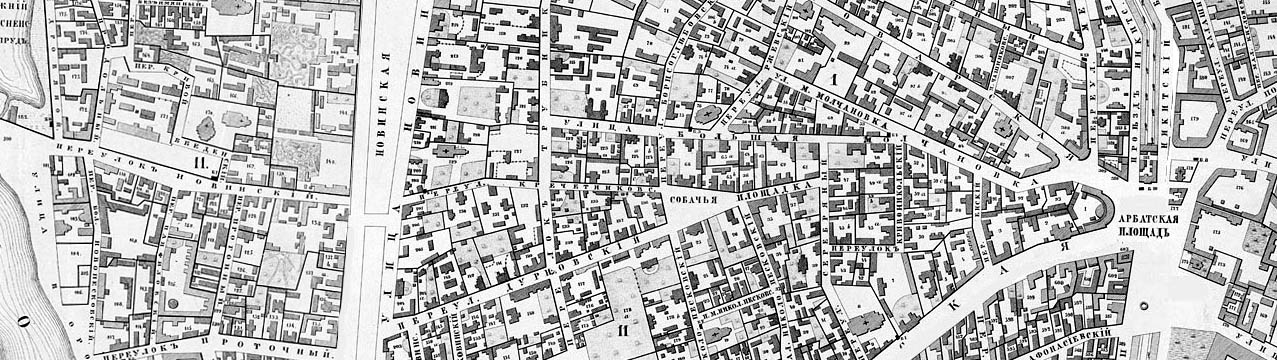
Кречетниковский переулок на Хотевском плане Москвы 1852 года.

Назван в XIX веке по находившемуся здесь в XVII веке царскому Кречетному двору, в котором содержались для царской охоты кречеты (крупные белые соколы, вывозимые с Урала) и жили рядом «кречетники» охотники с соколами. Прежнее название — Смирнов переулок — по домовладельцу.

## История
Переулок возник в XVII веке в царской слободе переселенных вместе с царскими псарями с Ваганьковского холма на Пресню «кречетников». В середине XVII века ими была построена каменная церковь Усекновения Главы Иоанна Предтечи в Кречетниках. Её разрушили в 1930 году, а в 1937 на её месте на углу переулка построили дом (ныне № 12 по Новинскому бульвару). Переулок и окружающая застройка уничтожены в результате прокладки в 1963—1967 годах Нового Арбата.